# Буробрюхая совка
Буробрю́хая со́вка (лат. Megascops watsonii) — вид птиц из семейства совиных. Выделяют два подвида. Распространены в Южной Америке.

## Таксономия
Буробрюхая совка была описана американским орнитологом Джоном Кассином в 1849 году под биноменом Ephialtes watsonii. Позже данный вид был помещён в род Otus, а еще позже представители этого рода из Нового Света были переведены в род Megascops.
Буробрюхая совка входит в комплекс видов, в который включают Megascops gilesi, Megascops roboratus и черношапочную совку (M. atricapilla). Признаны два подвида, номинативный M. w. watsonii и M. w. usta.

## Описание
Длина тела буробрюхой совки варьирует от 19 до 24 см. Представители номинативного подвида весят от 114 до 155 г, а M. w. usta — от 115 до 141 г. У номинативного подвида тёмно-бурый лицевой диск с тонкой более тёмной каймой, тёмно-бурые брови над тёмно-жёлтыми глазами и длинные широкие ушные пучки. Корона и верхняя часть тела тёмно-серо-коричневые с чёрными и охристыми пятнами и полосками. На хвосте чередуются коричневые и светло-охристые полосы. Грудь тёмно-коричневая с небольшими бурыми пятнышками. Остальная нижняя часть тела желтовато-коричневая с чёрными прожилками, на брюхе также есть слабые белые полосы.M. w. usta имеет сходную окраску, но в целом рыжеватую, а полосы на нижней части более широкие и глаза теплого коричневого цвета. Также встречаются коричневые и желтовато-бурые морфы.

## Вокализация
Песня номинативного подвида буробрюхой совки представляет собой длинную серию быстрых звуков, становящихся всё быстрее и громче, а затем затихающих и завершающихся низкой трелью. Песня подвида M. w. usta в общем аналогичная, но несколько медленнее. Кроме этого, у номинативного подвида иногда серия звуков бывает короткой и состоит из нот «wu», а у M. w. usta такая серия более быстрая и замедляется до прыгающего ритма.

## Биология
Биология буробрюхой совки практически не изучена. Ведёт ночной образ жизни. Добывает пищу в нижних ярусах леса. Питается в основном насекомыми и, возможно, мелкими позвоночными животными. Фенология размножения не известна. Описано всего два гнезда, одно из которых было в дупле мёртвой пальмы и в нём находился маленький птенец. В другом гнезде лежали два яйца.

## Распространение и места обитания
Номинативный подвид буробрюхой совки встречается к северу от реки Амазонка от восточной Колумбии на восток через Венесуэлу до Гвианы и на юг через Эквадор до северо-востока Перу и Амазонской Бразилии. M. w. usta встречается к югу от Амазонки на востоке Перу, в северной Боливии и южной части Амазонской Бразилии до севера Мату-Гросу.
Буробрюхая совка обитает в низинных тропических лесах, в основном в старовозрастных и зрелых вторичных лесах. Подвид M. w. usta также можно встретить в изменённых лесах вдоль водных артерий и вблизи населённых пунктов. Этот вид, как правило, предпочитает средние яруса леса высотой менее 30 м. Встречается на высоте до 800 метров над уровнем моря, но редко выше высот от 600 до 700 м над уровнем моря.

## Охранный статус
Международный союз охраны природы (МСОП) присвоил таксону охранный статус «Виды, вызывающие наименьшие опасения» (LC). Он оценивает популяцию буробрюхой совки как стабильную. Этот вид довольно обычен и имеет чрезвычайно большой ареал. Однако слабо изучен и, поскольку обитает в зрелых лесах, то основной угрозой его существования является разрушение среды обитания.